# 横江镇 (宜宾市)
横江镇，是中华人民共和国四川省宜宾市叙州区下辖的一个乡镇级行政单位。2019年8月，撤销复龙镇，将其所属行政区域划归横江镇管辖。

## 行政区划
横江镇下辖以下地区：
民主社区、正义社区、油房村、厚石村、和平村、石城村、金钟村、黄沙社区村、五角村、五宝村、伏龙村、北斗村、石马村、梨茶村、张窝村、富田村、西林村、丘陵村和柏林村、复龙社区、义兴村、润坝村、庆高村、马林村、太阳村、米库村、田坝村、西牛村、清溪村、冠英村、春天村、永安村、花果村和松峰村。